# Marie-Agnès Gillot
Marie-Agnès Gillot, född 7 september 1975 i Caen, Frankrike, är en fransk prima ballerina. Hon har dansat med Parisoperans balett som étoile. Hon är också första ballerinan hos Parisoperan som varit koreograf åt dem.